# Friedhof Rölsdorf
Der Friedhof Rölsdorf befindet sich in Rölsdorf, einen Stadtteil von Düren.
Er besteht aus zwei Teilen. Der neue Friedhof liegt westlich des Ortskerns am Ende der Straße Am Schlagbaum. Der alte Friedhof befindet sich näher am Ortskern neben der alten Kirche zwischen der Flurstraße und der Monschauer Straße. An ihm befinden sich ein Ehrenmal für die Toten der beiden Weltkriege, sowie ein Friedhofskreuz und Kreuzwegstationen.
Zu den Bestatteten auf der Kriegsgräberstätte mit 61 Toten, die Ende 1944 gefallen waren, zählt Friedrich Lengfeld.